# Eric Dane
Eric William Dane, född den 9 november 1972 i San Francisco, Kalifornien, är en amerikansk skådespelare. 
Dane är mest känd för sin roll som Dr. Mark Sloan i Grey's Anatomy. Han har även medverkat som Jason Dean i Förhäxad. Dane har även spelat i filmen X-Men: The Last Stand (2006) och i filmen Marley & jag (2008) och i Valentine's Day (2010). Han spelar för närvarande som Cal Jacobs i HBO-serien, Euphoria.
Eric Dane är gift med Rebecca Gayheart sedan 2004 och paret fick dottern Billie den 3 mars 2010.

## Filmografi i urval
- 2003-2004 - Förhäxad (TV-serie) - Jason Dean (9 avsnitt)
- 2004 – Helter Skelter
- 2005 – Painkiller Jane (TV-film) - Nick
- 2006 – X-Men: The Last Stand - Mannen som kan bli mer än en/Jamie Madrox
- 2006-2012 - Grey's Anatomy (TV-serie) - Dr. Mark Sloan kallad McSteamy
- 2008 – Marley & jag - Sebastian Tunney
- 2010 – Valentine's Day - Sean Jackson
- 2010 – Burlesque - Marcus
- 2022 – Kärlek som befriar - Duke
- 2023 – Americana
- 2024 – Bad Boys: Ride or Die - James McGrath
- 2025 – Countdown (TV-serie)